# Dobokai Antal
Dobokai Antal (18. század – 19. század eleje) tanár.

## Élete
Kolozsvárott volt királyi akadémiai lyceumi tanár és aligazgató. A lyceum (lényegében főiskola) 1774-ben létesített jogi karán a pénzügytan és a „kincslet-rendőri írmód” (vagyis a pénzügytan és tiszti irálytan), valamint a statisztika tanszékének egyik első tanára volt 1796—1808 között. 

## Munkái
- Brevis dictio occasione inaugurationis supremi lycei regii directoris… comitis Haller de Hallerstein… habiti… die 24. mensis Januarii 1804. Claudiopoli. (Beszéd gróf Haller József főispáni beiktatása alkalmából)
- Kéziratban maradt hallgatói számára írt jegyzete: Institutiones politicae auditorum sourum et per comit. Joann. Petki manupropria conscripta anno 1802.